# Isumi
Isumi è una città della prefettura di Chiba, in Giappone. Nel 1º Dicembre del 2015 la città contava una popolazione pari a 38.426, con una densità di 244 persone per km². L'area totale è di 157,44 km².

## Geografia fisica
Isumi si trova nella costa orientale a Sud della Prefettura di Chiba, nella penisola di Bōsō. Confina con l'Oceano Pacifico ad Est, e gode di un clima marittimo temperato, con brevi inverni e calde ed umide estati, per effetto della Corrente Kuroshio. L'area è nota per gli stabilimenti balneari.

## Storia
Isumi è parte dell'antica provincia di Kazusa.
L'attuale Isumi è stata creata il 5 Dicembre 2005, unendo ad essa Misaki e Ōhara.

## Economia
L'economia è dominata dal mercato ittico, dalla produzione di riso, pomodori e cocomeri.

## Educazione
Ad Isumi sono presenti 12 scuole elementari, 3 scuole medie e una scuola superiore.

## Trasporto
Isumi è approssimativamente 1 ora e 10 minuti dalla stazione di Tokyo.